# Jeffrey van Rossum
Jeffrey van Rossum (Utrecht, 1984) is een Nederlandse filmcomponist.

## Levensloop
In 2010 studeerde Van Rossum cum laude af aan de Hogeschool voor de Kunsten Utrecht, studie ‘Compositie in context’. Van Rossum liep stage in de studio van Hollywood-componist Jeff Rona.
Na zijn afstuderen deed van Rossum mee aan verschillende filmmuziekwedstrijden in Polen. In 2016 won hij de Transatlantyk Young Talent Award, met juryleden Daniel Pemberton en Oscar-winnend componist Jan A.P. Kaczmarek. Van Rossum won in 2019 ook de derde prijs op het Film Music Festival.
Van Rossum 2017 tot en met 2018 verzorgde hij de muziek van de Videoland-serie Soof: een nieuw begin. In 2021 leverde hij een minimale score voor Hany Abu-Assad's film Huda's Salon. In de jaren die volgde verzorgde Van Rossum de muziek van verschillende Nederlandse bioscoopfilms, waaronder De Tatta's, De oneindige slijmfilm, De Tatta's 2 en De mannenmaker. In 2024 verzorgde Van Rossum tevens de muziek van de Amazon Prime-serie De Tatta's: De serie. In 2025 was Van Rossum verantwoordelijk voor de muziek van de bioscoopfilms Juffrouw Pots en Red Flags, de laatste film deed hij in samenwerking met Sofia Dragt.
Naast zijn werk op het gebied van filmmuziek werkt van Rossum voor Reliable Source Music en BMG als componist van productiemuziek. Zijn muziek is gebruikt in tv-shows en streamers in heel Europa, waaronder RTL 4, SBS6, RTL (Duitsland), Fox Network en BBC 1 en 2.

## Filmografie

### Film
- 2007: Things Last
- 2010: Roggenmuhme
- 2012: After the Tone
- 2012: How Captain Longhair Saved the World
- 2012: Quantum Zeno
- 2013: The Storykeeper
- 2014: Night Eyes
- 2015: Parnassus
- 2015: Out of My Head
- 2016: Amuse
- 2016: The Butcher
- 2016: Giraffe
- 2018: Dubbel D
- 2018: Notre Frère Fabian
- 2019: Andersen and the Jim
- 2019: House of No Limits
- 2019: STIK
- 2020: Kutleven
- 2021: Huda's Salon
- 2021: Home
- 2021: Bibi's Breakfast
- 2021: Home Care Bettie
- 2021: Quarterlife Cruisers
- 2022: De Tatta's
- 2023: De oneindige slijmfilm
- 2023: De Tatta's 2
- 2024: Defect
- 2024: De mannenmaker
- 2025: Juffrouw Pots
- 2025: Red Flags

### Televisie
- 2014: Zes dates
- 2014: Suspicious Minds
- 2017-2018: Soof: een nieuw begin
- 2020-2021: Locked Out
- 2024: De Tatta's: De serie
- 2024: Alles flex
- 2025: Know Where to Hide: Wie niet weg is...